# Sale el Sol (bài hát)
Sale el Sol là bản thu âm, bài hát và đĩa đơn của ca sĩ người gốc Colombia Shakira, lấy từ album thứ 7 của cô, Sale el Sol. Bài hát được phát hành ngày 4 tháng 1 năm 2011 bởi hãng Epic Records, là bài hát thứ hai trong Sale el Sol được chuyển thể thành đĩa đơn, sau Loca.

## Xếp hạng - Chứng nhận

### Xếp hạng
| Bảng xếp hạng (2011)                | Vị trí cao nhất |
| ----------------------------------- | --------------- |
| Bỉ (Ultratip Wallonia)              | 15              |
| Mexico (Monitor Latino              | 1               |
| Spain (PROMUSICAE)                  | 8               |
| Ukraine (FDR)                       | 19              |
| US Hot Latin Songs (Billboard)      | 10              |
| Hoa Kỳ Tropical Airplay (Billboard) | 35              |

### Xếp hạng năm
| Bảng xếp hạng (2011)           | Position |
| ------------------------------ | -------- |
| Spain (PROMUSICAE)             | 38       |
| US Hot Latin Songs (Billboard) | 54       |

### Chứng nhận
| Country            | Certification | Sales  |
| ------------------ | ------------- | ------ |
| Mexico (AMPROFON)  | Gold          | 30,000 |
| Spain (PROMUSICAE) | Gold          | 20,000 |